# La Châtaigneraie
La Châtaigneraie è un comune francese di 2 690 abitanti situato nel dipartimento della Vandea nella regione dei Paesi della Loira.

## Società

### Evoluzione demografica
Abitanti censiti